# Hans Hilfiker

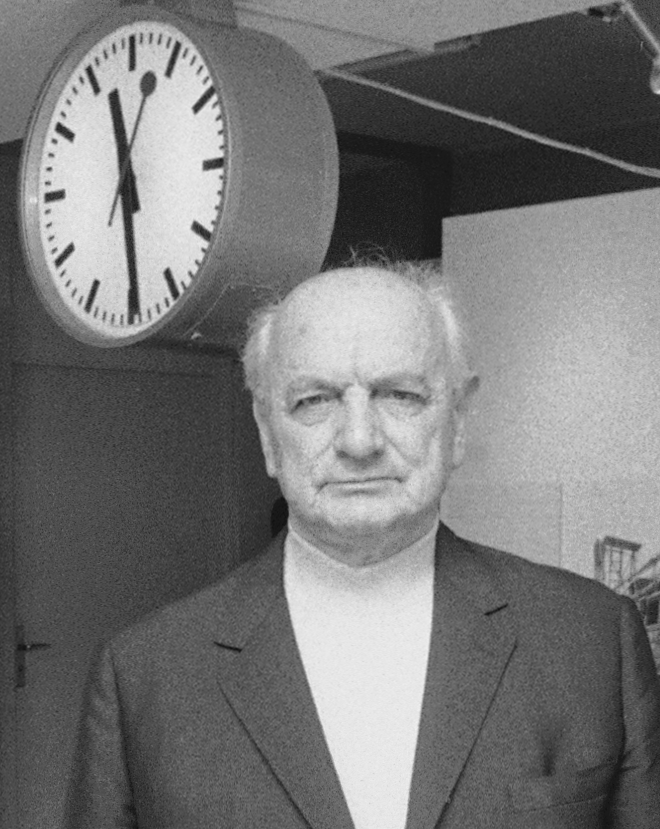
Hans Hilfiker (1984)

Hans Hilfiker (15 september 1901 – 2 maart 1993) was een Zwitserse ingenieur en ontwerper.
In opdracht van de Zwitserse Spoorwegen ontwierp hij in 1944 de stationsklok die een nationaal symbool voor dat land zou worden.
Na de Tweede Wereldoorlog werden stationsklokken volgens zijn ontwerp - die naast de vormgeving opvallen door het eigenaardige gedrag van de secondewijzer - ingevoerd in veel Europese landen (onder meer in België, Denemarken, Duitsland, Nederland, Oostenrijk, Zweden), vaak met kleine aanpassingen in de vormgeving.
In 2012 nam Apple het ontwerp over in zijn besturingssysteem IOS 6, echter zonder toestemming te vragen. De Zwitserse Bundesbahn verklaarde trots te zijn op deze wereldwijde toepassing, maar kwam ter bescherming van zijn patent toch in het geweer. In november 2012 meldde het dagblad Tagesanzeicher een akkoord tussen de partijen: Apple zou de Zwitsers ongeveer 20 miljoen Zwitserse Franken (16,5 miljoen euro) hebben betaald.